# Georges Wolinski
Georges Wolinski (28. června 1934 Tunis – 7. ledna 2015 Paříž) byl francouzský karikaturista. Narodil se v roce 1934 do židovské rodiny v Tunisu. V roce 1945 se s matkou přestěhoval do Francie; jeho otec byl dva roky po jeho narození zabit. Usadil se v Paříži, kde krátce studoval architekturu. V roce 1958 začal kreslit pro magazín Rustica a později do několika dalších, jako například Paris Match a Charlie Hebdo. Byl zastřelen v lednu 2015, ve věku osmdesáti let, při útoku na redakci časopisu Charlie Hebdo.